# Marcel Marceau

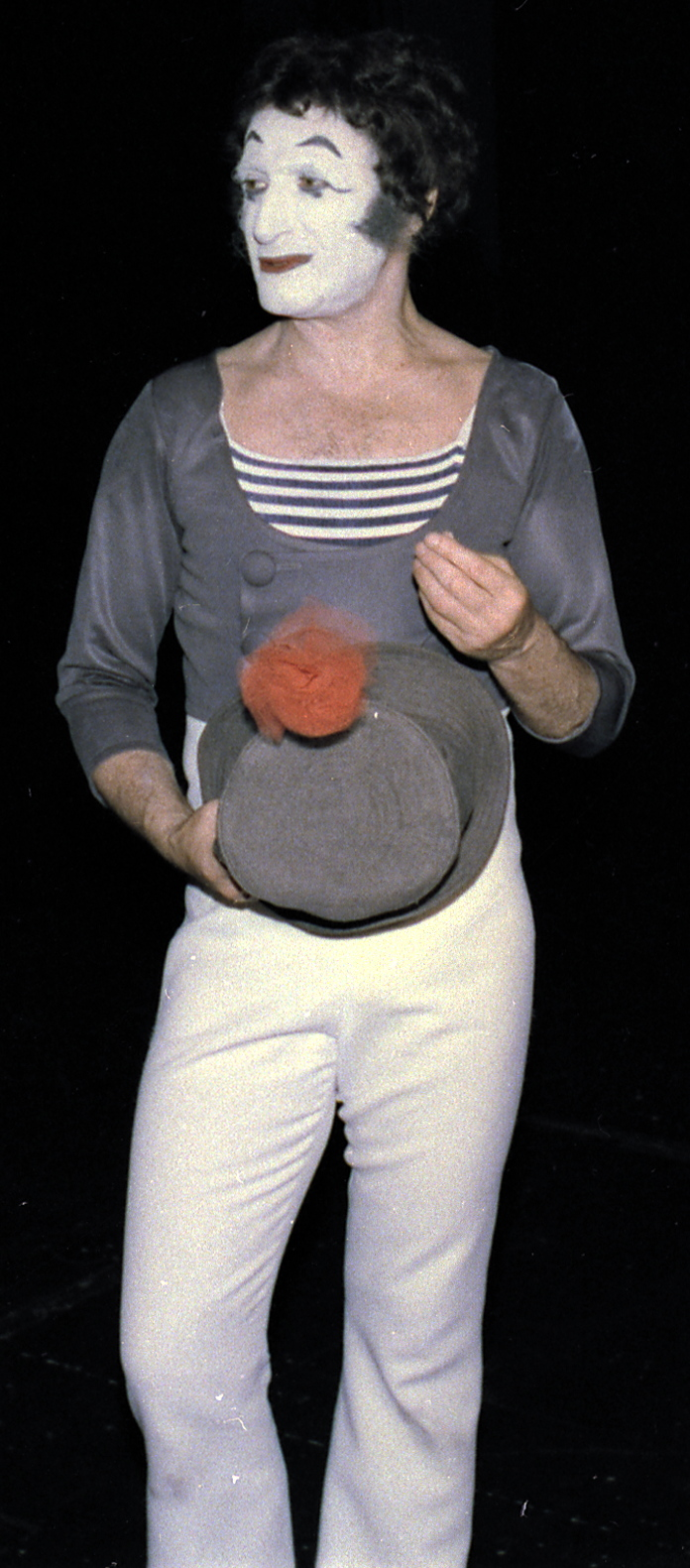
Marcel Marceau (1977).

Marcel Marceau, egentligen Marcel Mangel, född 22 mars 1923 i Strasbourg, död 22 september 2007 i Cahors i Lot (i hjärtinfarkt), var en fransk mimartist.

## Biografi
Marceau fick sitt intresse för scenen efter att ha sett Charlie Chaplin. 1944 började Marceau som elev hos Étienne Decroux, och då kom också filmen Paradisets barn av Marcel Carné. Paradisets barn handlar om mimaren Jean-Gaspard Deburau på 1800-talet (i romantisk tappning). Inspirerad av filmen skapade Marceau en modern motsvarighet i sin gestalt Bip. Typiskt för Marceau är att han gör tyst pantomim som berättar något - en historia, en moralitet, en betraktelse. Berömd är också hans kapacitet att ur tomma intet få publiken att se hela världar.
Marceau medverkade som sig själv i Mel Brooks film Det våras för stumfilmen (1976) i vilken han uttalar filmens enda talade ord - Non. Kanske också det enda ord han någonsin uttalat under sin konstutövning som mimare. I filmen Barbarella (1968) spelade han dock Professor Ping i en talande roll. Detta var första gången hans röst hördes på film.
År 1978 öppnade han en mimskola som hette École de mimodrame som då låg i Paris.

## Övrigt
Filmen Resistance från 2020 handlar om Marcel Marceaus liv under andra världskriget.

## Fotnoter
1. ↑  Aleksandr M. Prochorov (red.), ”Марсо Марсель”, Большая советская энциклопедия : [в 30 т.], tredje utgåvan, Stora ryska encyklopedin, 1969, läst: 27 september 2015.[källa från Wikidata]
2. ↑  Marcel Marceau, RKDartists (på engelska), RKDartists-ID: 116016.[källa från Wikidata]
3. 1 2  SNAC, SNAC Ark-ID: w6j39k25, läs online, läst: 9 oktober 2017.[källa från Wikidata]
4. ↑  Bibliothèque nationale de France, BnF Catalogue général : öppen dataplattform, läst: 24 oktober 2016.[källa från Wikidata]
5. ↑  French mime artist Marceau dies (på engelska), BBC News Online, 23 september 2007, läs online.[källa från Wikidata]
6. ↑  Internet Broadway Database, Internet Broadway Database person-ID: 51357, läst: 9 oktober 2017.[källa från Wikidata]
7. ↑  Tjeckiska nationalbibliotekets databas, NKC-ID: jo2007409304, läst: 30 augusti 2020.[källa från Wikidata]
8. ↑  RKDartists, RKDartists-ID: 116016, läst: 19 juni 2020.[källa från Wikidata]
9. 1 2  Archive of Fine Arts, abART person-ID: 79094, läst: 1 april 2021.[källa från Wikidata]
10. ↑  PLWABN-ID: 981057140460560.[källa från Wikidata]
11. ↑  DN.se – Mimaren Marcel Marceau död